# Peridroma differens
Peridroma differens là một loài bướm đêm trong họ Noctuidae.